# Luigi Canali (scienziato)
Luigi Canali (Perugia, 29 ottobre 1759 – Perugia, 8 dicembre 1841) è stato uno scienziato, astronomo ed erudito italiano.
Fu direttore della biblioteca Augusta di Perugia dove nella prima età napoleonica si adoperò per salvare alcune opere dalla requisizione francese. Il 31 maggio 1792 divenne socio dell'Accademia delle scienze di Torino.
Nel 1799 fu chiamato alla cattedra di Fisica e Chimica all'Università di Perugia.
Si occupò di astronomia e dello studio dei fenomeni meteorologici. Nel 1815 promosse l'edificazione a Perugia di un piccolo, ma funzionale osservatorio astronomico.